# Vicente Zaragoza Michavila
Vicente Zaragoza Michavila (Barcelona, 1918 - La Vall d'Uixó, 2005) va ser un polític valencià, alcalde de la Vall d'Uixó entre el 1979 i el 1991.

## Biografia
Fill d'emigrants vallers, va nàixer a Barcelona, des d'on marxà amb la seua família cap a França. El 1936 tornà a la Península per a enrolar-se com a voluntari a l'Exèrcit Popular de la República durant la Guerra Civil.
Acabat el conflicte bèl·lic, va passar per la presó i, en ser alliberat, col·laborà en la reorganització del Partit Comunista d'Espanya a l'interior de l'Estat espanyol, així com en la creació del sindicat Comissions Obreres als anys seixanta.
Novament empresonat l'any 1971 per les seues activitats antifranquistes, després de la mort de dictador es va convertir en el segon alcalde democràtic de la Vall, en dimitir del càrrec l'anterior batlle, el també comunista Pedro Navarro Lereu.
El 1983 encapçalà la llista local del PCPV-PCE a les eleccions municipals i aconseguí el triomf, tot i que no la majoria absoluta. Quatre anys després, en les de 1987, revalidà la seua victòria, malgrat que en aquesta ocasió es va presentar per la llista del Partit dels Treballadors d'Espanya-Unitat Comunista, al haver deixat el PCE l'any 1985.
Abandonà la política activa i la vida pública l'any 1991. Va morir a la Vall d'Uixó l'abril de 2005 i està soterrat al seu Cementeri.